# Berville-sur-Mer
Pour les articles homonymes, voir Berville.
Berville-sur-Mer est une commune française située dans le nord-ouest du département de l'Eure en région Normandie, en bord de l'estuaire de la Seine.

## Géographie

### Localisation
Berville-sur-Mer est une commune du Nord-Ouest du département de l'Eure située au sein du parc naturel régional des Boucles de la Seine normande. Elle appartient à la région naturelle du Lieuvin.
Berville-sur-Mer se trouve sur les bords de l'estuaire de la Seine, largement en amont du pont de Normandie. Cependant, étant localisée avant le point de confluence de la Risle et de la Seine, elle est officiellement située au bord de la mer, depuis une ordonnance de Napoléon Ier. Toutefois, au sens de la Loi littoral (1986), elle ne fait pas partie des communes littorales de France.
Enfin, la commune (et donc le département de l'Eure, en cet endroit) présente la particularité de s'étendre également sur la rive droite, donc la rive nord de la Seine, par une bande de terre triangulaire d'environ 500 mètres de large en son sommet sur environ 2 km de long,. Cette particularité a été utilisée comme élément de l'intrigue par l'auteur de romans policiers Ian Manook pour l'un des romans de son héros Yeruldelgger.
|                     | Saint-Vigor-d'Ymonville (Seine-Maritime) | Saint-Samson-de-la-Roque |
| Fatouville-Grestain | Berville-sur-Mer                         | Conteville               |
|                     | Saint-Pierre-du-Val                      |                          |

Le sentier de grande randonnée 224 Chemin de la vallée de la Risle part ou aboutit de Berville-sur-Mer (relie Verneuil-sur-Avre par Pont-Audemer, Brionne, Beaumont-le-Roger et Rugles).

### Hydrographie
La commune est située dans le bassin Seine-Normandie. Elle est drainée par la Risle, la Seine, le canal de Retour d'Eau, la Vilaine et le fossé 01 de la commune de Saint-Samson-de-la-Roque,,.
La Risle, d'une longueur de 145 km, prend sa source dans la commune de Planches et se jette  dans la Seine sur la commune, après avoir traversé 52 communes.
Le canal de Retour d'eau, d'une longueur de 10 km, prend sa source dans la commune  et se jette  dans la Seine à Honfleur, après avoir traversé cinq communes.
La Vilaine, d'une longueur de 11 km, prend sa source dans la commune de Beuzeville et se jette  dans le Canal de Retour d'eau à Fatouville-Grestain, après avoir traversé cinq communes.

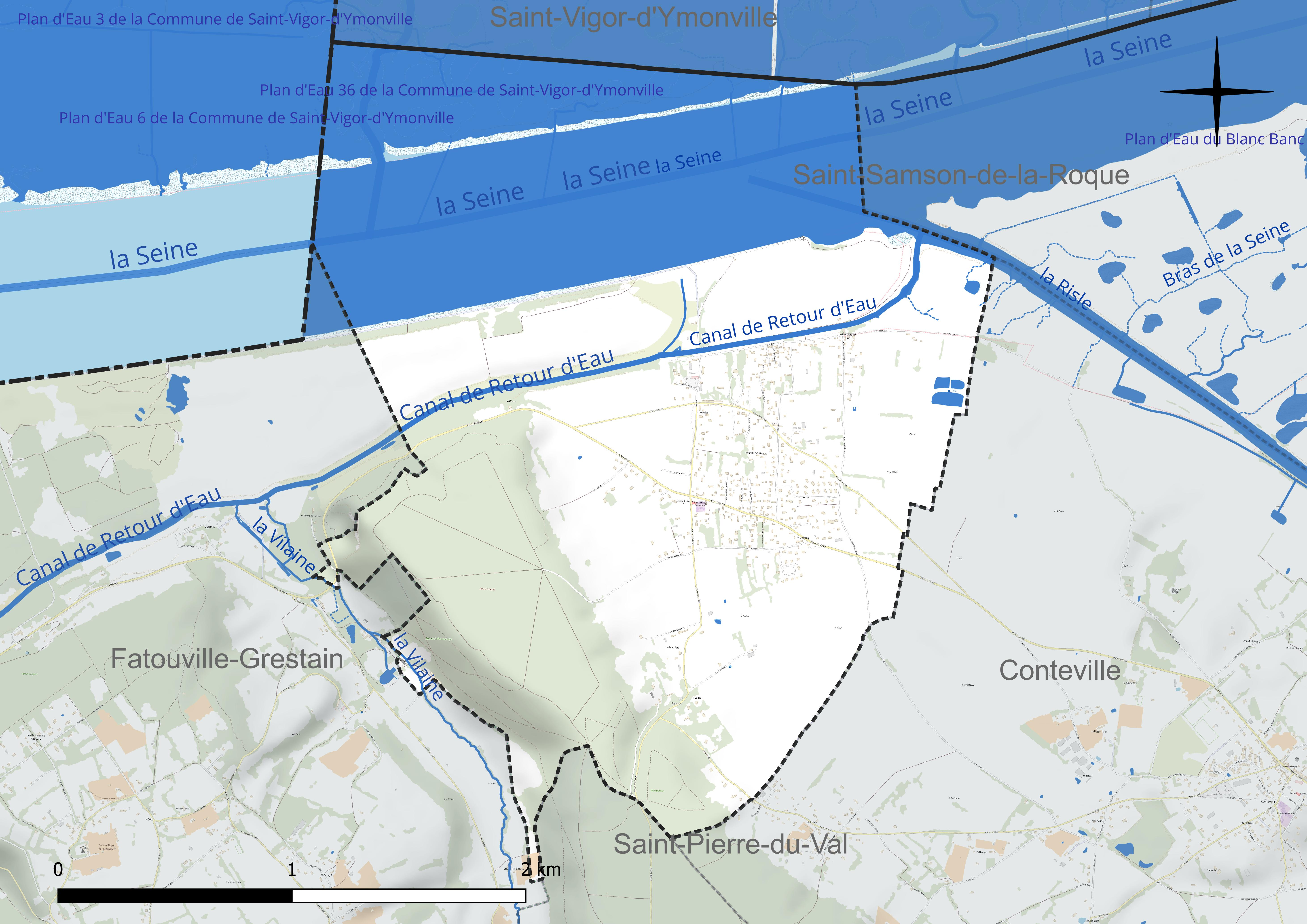
Réseau hydrographique de Berville-sur-Mer.

Quatre plans d'eau complètent le réseau hydrographique : le plan d'eau 36 de la commune de Saint-Vigor-d'Ymonville, d'une superficie totale de 1,2 ha (1,1 ha sur la commune), le plan d'eau 6 de la commune de Saint-Vigor-d'Ymonville (1,5 ha), le plan d'eau 7 de la commune de Saint-Vigor-d'Ymonville (1 ha) et le plan d'eau 8 de la commune de Saint-Vigor-d'Ymonville, d'une superficie totale de 1,2 ha (0,5 ha sur la commune),.

### Climat
Pour des articles plus généraux, voir Climat de la Normandie et Climat de l'Eure.
En 2010, le climat de la commune est de type climat océanique franc, selon une étude du CNRS s'appuyant sur une série de données couvrant la période 1971-2000. En 2020, Météo-France publie une typologie des climats de la France métropolitaine dans laquelle la commune est exposée à un climat océanique et est dans la région climatique  Côtes de la Manche orientale, caractérisée par un faible ensoleillement (1 550 h/an) ; forte humidité de l’air (plus de 20 h/jour avec humidité relative > 80 % en hiver), vents forts fréquents. Parallèlement le GIEC normand, un groupe régional d’experts sur le climat, différencie quant à lui, dans une étude de 2020, trois grands types de climats pour la région Normandie, nuancés à une échelle plus fine par les facteurs géographiques locaux. La commune est, selon ce zonage, exposée à un « climat contrasté des collines », correspondant au Pays d’Auge, Lieuvin et Roumois, moins directement soumis aux flux océaniques et connaissant toutefois des précipitations assez marquées en raison des reliefs collinaires qui favorisent leur formation.
Pour la période 1971-2000, la température annuelle moyenne est de 10,9 °C, avec  une amplitude thermique annuelle de 12,6 °C. Le cumul annuel moyen de précipitations est de 874 mm, avec 12,8 jours de précipitations en janvier et 8,6 jours en juillet. Pour la période 1991-2020, la température moyenne annuelle observée sur la station météorologique la plus proche, située sur la commune de Boulleville à 7 km à vol d'oiseau, est de 11,3 °C et le cumul annuel moyen de précipitations est de 851,2 mm,. Pour l'avenir, les paramètres climatiques de la commune estimés pour 2050 selon différents scénarios d’émission de gaz à effet de serre sont consultables sur un site dédié publié par Météo-France en novembre 2022.

### Milieux naturels et biodiversité
La commune fait partie du parc naturel régional des Boucles de la Seine normande.

## Urbanisme

### Typologie
Au 1er janvier 2024, Berville-sur-Mer est catégorisée commune rurale à habitat dispersé, selon la nouvelle grille communale de densité à 7 niveaux définie par l'Insee en 2022.
Elle est située hors unité urbaine. Par ailleurs la commune fait partie de l'aire d'attraction du Havre, dont elle est une commune de la couronne,. Cette aire, qui regroupe 116 communes, est catégorisée dans les aires de 200 000 à moins de 700 000 habitants,.
La commune, bordée par l'estuaire de la Seine, est également une commune littorale au sens de la loi du 3 janvier 1986, dite loi littoral. Des dispositions spécifiques d’urbanisme s’y appliquent dès lors afin de préserver les espaces naturels, les sites, les paysages et l’équilibre écologique du littoral, tel le principe d'inconstructibilité, en dehors des espaces urbanisés, sur la bande littorale des 100 mètres, ou plus si le plan local d’urbanisme le prévoit.

### Occupation des sols
L'occupation des sols de la commune, telle qu'elle ressort de la base de données européenne d’occupation biophysique des sols Corine Land Cover (CLC), est marquée par l'importance des territoires agricoles (46 % en 2018), une proportion identique à celle de 1990 (46 %). La répartition détaillée en 2018 est la suivante : 
prairies (26,5 %), eaux maritimes (24,9 %), terres arables (19,5 %), forêts (19,2 %), zones urbanisées (9,8 %), zones agricoles hétérogènes (0,1 %). L'évolution de l’occupation des sols de la commune et de ses infrastructures peut être observée sur les différentes représentations cartographiques du territoire : la carte de Cassini (XVIIIe siècle), la carte d'état-major (1820-1866) et les cartes ou photos aériennes de l'IGN pour la période actuelle (1950 à aujourd'hui).

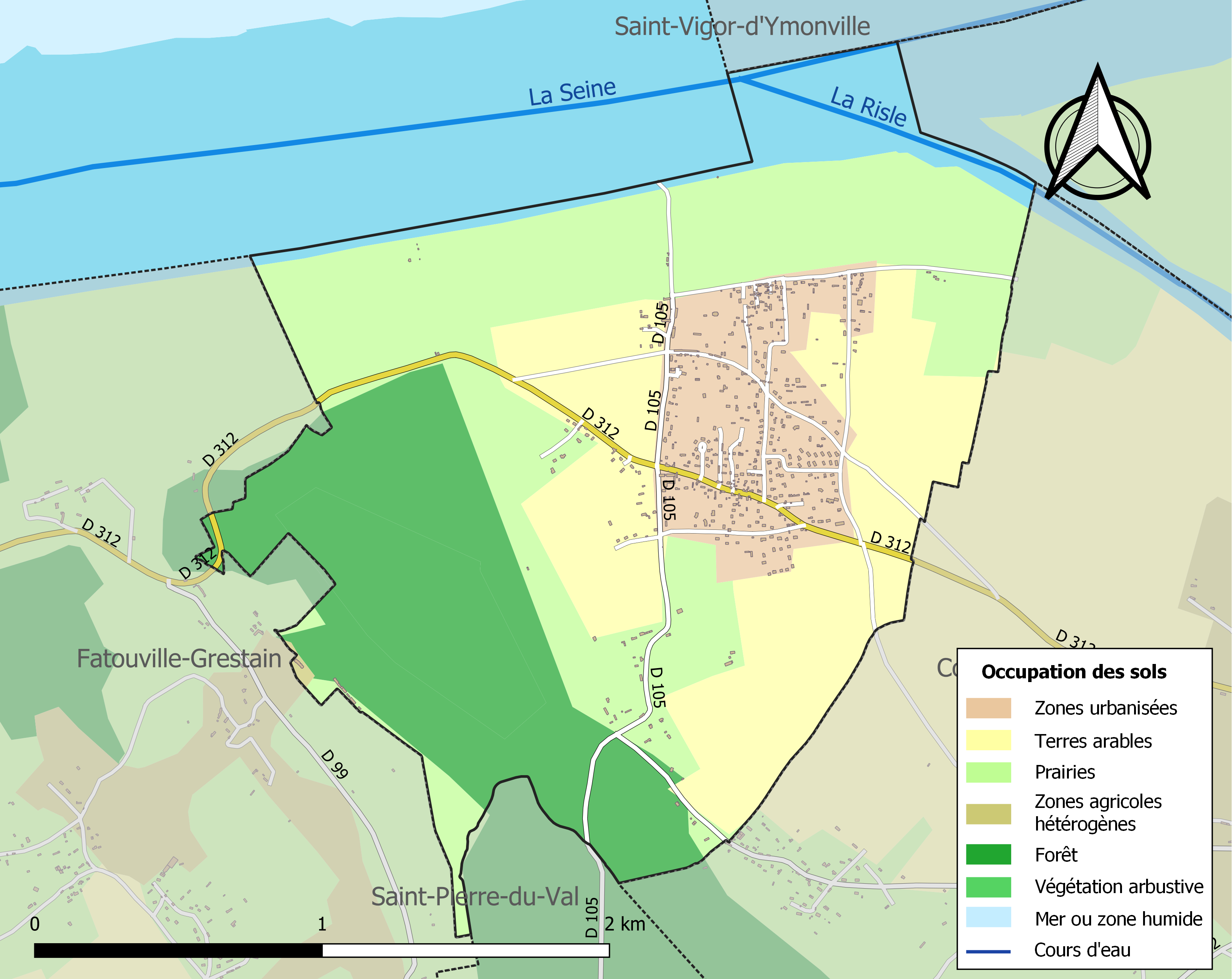
Carte des infrastructures et de l'occupation des sols de la commune en 2018 (CLC).

## Toponymie
Le nom de la localité est attesté sous la forme à finale latinisée Bervilla en 1077 (obituaire de Lisieux), Bervilla super Secanam en 1234 (cartulaire de Jumiéges ), Berville sur Seine en 1738, Saint-Mélaigne-de-Berville en 1868 (annuaire de l’association normande).
Composé en -ville au sens ancien de « domaine rural », précédé du nom de personne germanique Bero. Il s'agit d'un hypocoristique de l'anthroponyme germanique Bern de *beran « ours » (cf. allemand Bär, anglais bear « ours »).
Le déterminant complémentaire -sur-Mer sert à distinguer la commune des communes homonymes dont Berville-en-Caux, Berville-la-Campagne et Berville-en-Roumois (Eure).

## Histoire
Des fouilles menées au XIXe siècle ont montré que Berville était occupée à l'époque gallo-romaine.
Le lieu-dit Fosse-Glame aurait servi de poste d'observation avant la conquête normande de l'Angleterre en 1066.
Berville est citée pour la première fois au XIIIe siècle dans un acte où Robert VIII Bertrand de Bricquebec autorise l’abbaye de Grestain à récolter le varech échoué.
Au Moyen Âge, Berville était certainement un port d'une certaine importance car on a retrouvé des restes de murailles de 80 cm d'épaisseur construites en silex mêlé de pierres.
L'activité principale de Berville à partir du Moyen Âge est essentiellement la pêche. En 1760, les vases environnantes bloquèrent le port. Elles furent totalement déblayées en 1812.

## Politique et administration
| Période       | Période      | Identité             | Étiquette | Qualité                                    |
| ------------- | ------------ | -------------------- | --------- | ------------------------------------------ |
|               |              |                      |           |                                            |
| 1790          | 1792         | Étienne Dumoncel     |           |                                            |
| 1792          | 1795         | Philippe Fontaine    |           |                                            |
| 1795          | 1800         | Thomas Lahaye        |           |                                            |
| 1800          | 1807         | François Delamare    |           |                                            |
| 1807          | 1810         | Guillaume Guibert    |           |                                            |
| 1810          | 1816         | Jean-Baptiste Breton |           |                                            |
| 1816          | 1832         | Jean Le Prou         |           |                                            |
| 1832          | 1848         | Jacques Pottier      |           |                                            |
| 1848          | 1866         | Jacques Langlois     |           |                                            |
| 1866          | 1878         | Désiré Cardine       |           |                                            |
| 1878          | 1884         | Noël Lelargue        |           |                                            |
| Décembre 1884 | Février 1885 | Victor Pottier       |           | Adjoint remplissant les fonctions de maire |
| 1885          | 1888         | Magloire Hacville    |           |                                            |
| 1888          | 1892         | Auguste Bourdel      |           |                                            |
| 1892          | 1908         | Louis Fontaine       |           |                                            |
| 1908          | 1942         | Honoré Fréret        |           |                                            |
| 1942          | 1977         | Sylvain Ullern       |           |                                            |
| 1977          | 1995         | Jean Alleaume        |           |                                            |
| mars 2001     | 2020         | Éliane Benoit-Gonin  | DVD       |                                            |
| avril 2014    | 2014         | Yves Eon             | DVD       | Retraité                                   |
| mai 2020      | En cours     | Pascale Driffort     |           |                                            |

## Population et société

### Démographie
L'évolution du nombre d'habitants est connue à travers les recensements de la population effectués dans la commune depuis 1793. Pour les communes de moins de 10 000 habitants, une enquête de recensement portant sur toute la population est réalisée tous les cinq ans, les populations de référence des années intermédiaires étant quant à elles estimées par interpolation ou extrapolation. Pour la commune, le premier recensement exhaustif entrant dans le cadre du nouveau dispositif a été réalisé en 2004.

En 2022, la commune comptait 680 habitants, en évolution de −3,82 % par rapport à 2016 (Eure : −0,25 %, France hors Mayotte : +2,11 %).
| 1793 | 1800 | 1806 | 1821 | 1831 | 1836 | 1841 | 1846 | 1851 |
| ---- | ---- | ---- | ---- | ---- | ---- | ---- | ---- | ---- |
| 381  | 344  | 390  | 420  | 469  | 477  | 527  | 515  | 551  |

| 1856 | 1861 | 1866 | 1872 | 1876 | 1881 | 1886 | 1891 | 1896 |
| ---- | ---- | ---- | ---- | ---- | ---- | ---- | ---- | ---- |
| 521  | 454  | 443  | 464  | 484  | 440  | 426  | 428  | 425  |

| 1901 | 1906 | 1911 | 1921 | 1926 | 1931 | 1936 | 1946 | 1954 |
| ---- | ---- | ---- | ---- | ---- | ---- | ---- | ---- | ---- |
| 479  | 438  | 425  | 345  | 353  | 391  | 385  | 450  | 475  |

| 1962 | 1968 | 1975 | 1982 | 1990 | 1999 | 2004 | 2006 | 2009 |
| ---- | ---- | ---- | ---- | ---- | ---- | ---- | ---- | ---- |
| 426  | 417  | 435  | 502  | 438  | 431  | 481  | 498  | 572  |

| 2014 | 2019 | 2022 | - | - | - | - | - | - |
| ---- | ---- | ---- | - | - | - | - | - | - |
| 678  | 676  | 680  | - | - | - | - | - | - |

## Culture locale et patrimoine

### Lieux et monuments

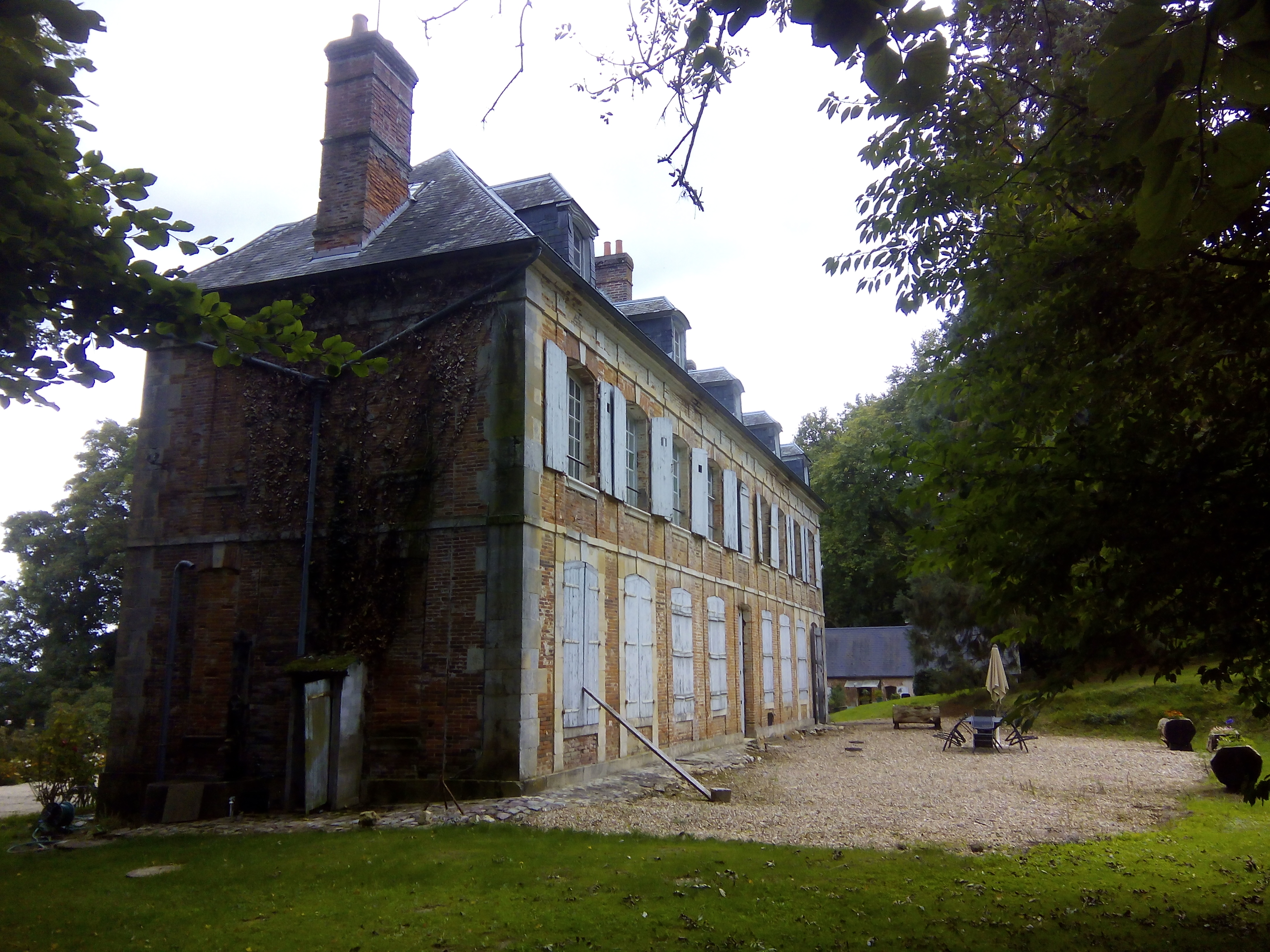
Le manoir du Marollet ou château de Berville.

Berville-sur-mer compte deux édifices inscrits au titre des monuments historiques :
- L'église Saint-Melaine (XIIIe)  Inscrit MH (1928)[35]. Le chœur date du XIIIe siècle et la nef du XIVe siècle. Successivement, plusieurs séries de travaux sont entreprises : construction de la tour clocher par Dupuis architecte de Pont-Audemer (1855 et 1856), construction d'une sacristie orientale (1873 à 1876) et  travaux de démolition et restauration (1890 et 1891) ;
- Un manoir du XVIIIe siècle au lieu-dit Le Marollet  Inscrit MH (1971)[36]. Sont inscrites : les façades et les toitures du manoir ainsi que du pigeonnier, le salon, la salle à manger et le bureau du rez-de-chaussée avec leurs boiseries. 
L'édifice est aussi désigné sous le château de Berville-sur-Mer, ancienne propriété de la famille de Saint-Albon[37]. Ce manoir a été habité par Jacques Rueff .

Par ailleurs, la commune compte sur son territoire plusieurs monuments inscrits à l'inventaire général du patrimoine culturel :

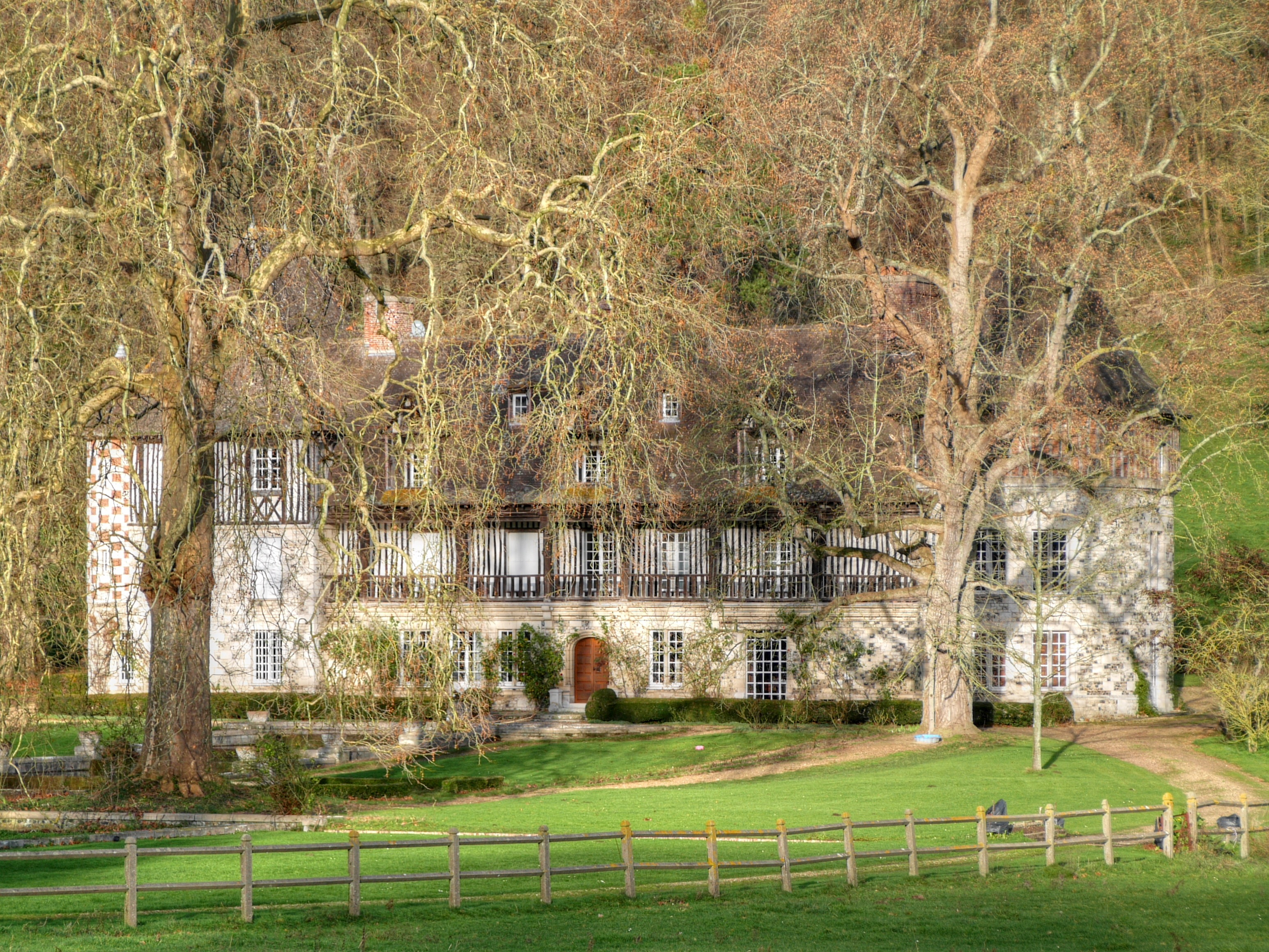
Le manoir de la Pommeraye.

- Le manoir de la Pommeraye (XVIIIe et XXe)[38]. Ce manoir, ancienne propriété de la famille Houel de la Pommeraye, est situé à proximité du hameau de Carbec dans la commune de Fatouville-Grestain. Il subsiste un des deux pavillons carrés de brique du XVIIe siècle. Le manoir, construit au XVIIIe siècle, a été détruit en 1912. Il a été remplacé vers 1916 par le château actuel à pans de bois. Le lavoir et le moulin ont été détruits ;

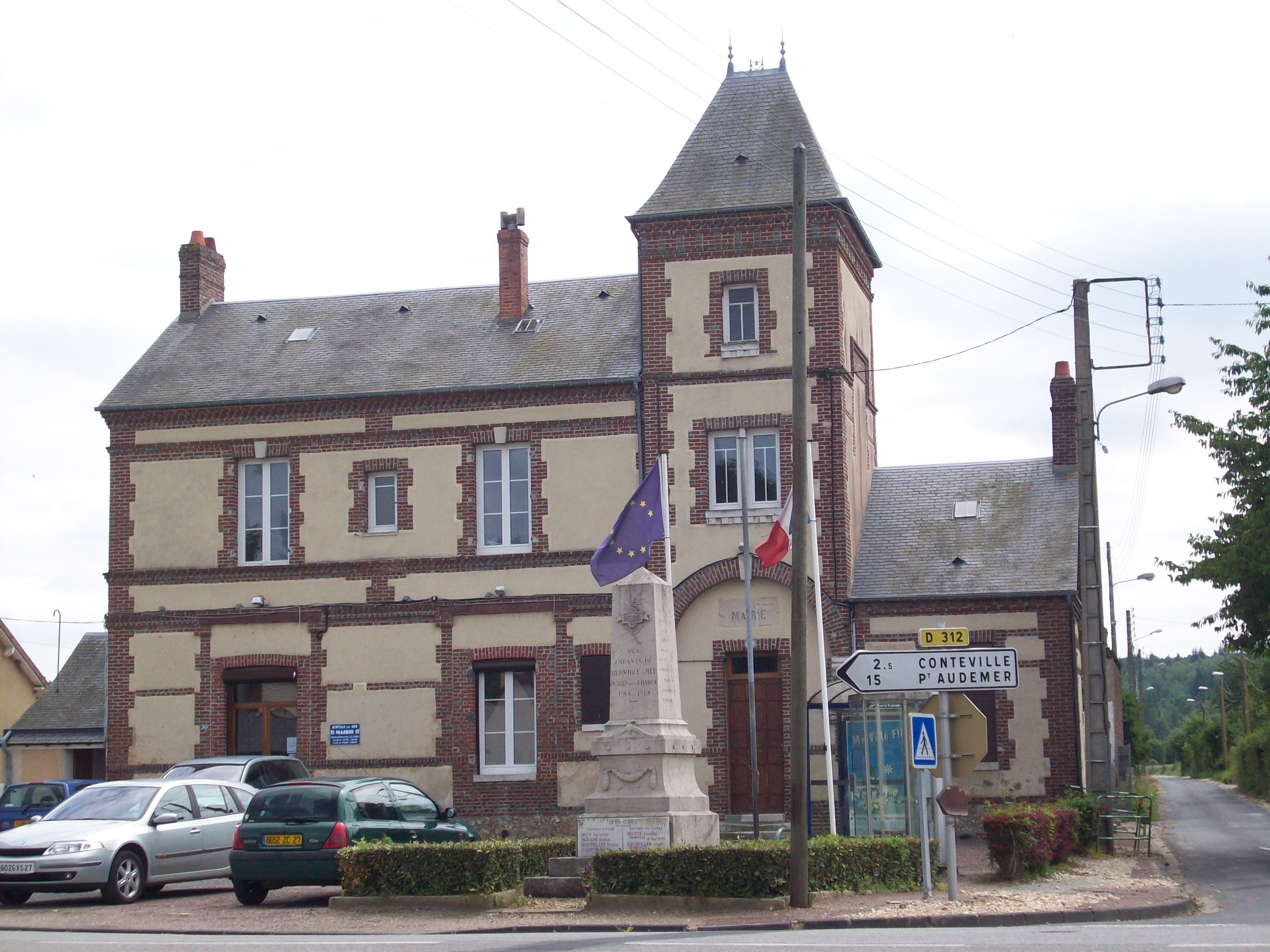
La mairie-école de 1885.

- La mairie école (1885)[39] ;
- Une ferme des XVIe, XVIIIe et XIXe siècles[40] ;
- Deux maisons datant du XIXe siècle[41],[42].

### Patrimoine naturel

#### Zone humide protégée par la convention de Ramsar
- Marais Vernier et vallée de la Risle maritime[43].

#### Zone marine protégée de la convention OSPAR (Atlantique Nord-est)
- Estuaire de la Seine[44].

#### Parc naturel
- Parc naturel régional des Boucles de la Seine normande[45].

#### Réserve naturelle nationale
- Estuaire de la Seine[46].

#### Terrain acquis par le conservatoire du littoral
- Rives de Seine sud - 27[47].

#### Natura 2000
- Site Natura 2000 "Marais Vernier, Risle Maritime"[48].
- Site Natura 2000 "Estuaire de la Seine"[49].
- Site Natura 2000 "Estuaire et marais de la Basse Seine"[50].

#### ZNIEFF de type 1
- Le blanc banc à Saint-Samson-de-la-Roque[51].
- Le marais du Hode[52].
- L'ancienne carrière du mont Courel à Berville-sur-mer et à Fatouville-Grestain[53].

Le mont Courel est un promontoire allongé et crayeux d'une altitude de 80 m situé entre les basses vallées de la Risle et de la Vilaine[réf. nécessaire], surplombant l'estuaire de la Seine. Il s'étend également sur la commune de Fatouville-Grestain. Diverses végétations recouvrent ce site : 
- des petites pelouses maigres de recolonisation qui disparaissent peu à peu au profit de la Brachypode penné (Brachypodium pinnatum) et de l'Origan vulgaire (Origanum vulgare) ;
- une végétation hygrophile où quelques espèces se développent comme le très rare Epipactis des marais (Epipactis palustris) ;
- des pelouses marnicoles où pousse l'Orobanche sanglante (Orobanche gracilis).

Par ailleurs, des éboulis permettent la présence de la Digitale jaune (Digitalis lutea), de la Blackstonie perfoliée (Blackstonia perfoliata) et de la Laîche glauque (Carex flacca). L'Argousier (Hippophae rhamnoides subsp. rhamnoides) est également présent.
Quant aux versants de la vallée de la Vilaine, ils sont constitués de sous-bois à Fragon (Ruscus aculeatus) qui abritent des espèces thermophiles comme l'Iris fétide (Iris foetidissima) ou la Garance voyageuse (Rubia peregrina).
Enfin, du point de vue faunistique, le milieu est propice à la reproduction de quelques espèces d'oiseaux telles que le Faucon crécerelle (Falco tinnunculus) ou le Choucas des tours (Corvus monedula).
- Les alluvions[54].

Cette ZNIEFF s'étend également sur les communes de Fiquefleur-Équainville et de Fatouville-Grestain pour le département de l'Eure et sur les communes de La Rivière-Saint-Sauveur, d'Ablon et d'Honfleur pour le département du Calvados.
La majeure partie de cette ZNIEFF est occupée par une saulaie-bétulaie sur sable et par des fourrés dunaires à argousiers. Leur localisation sur les alluvions récentes de la Seine font de cette zone un site naturel quasiment unique en Normandie. Ce milieu est complété par des canaux, des mares, des prairies humides pâturées, des phragmitaies, des petits secteurs de dunes fixées et des mégaphorbiaies.
Du point de vue floristique, ce site abrite des espèces botaniques rares à très rares voire protégées au niveau régional ou même national : 
le Lotier à feuilles étroites, l'Ophioglosse langue-de-serpent, la Pyrole des dunes, la Menthe pouliot, le Polypogon de Montpellier, le Saule argenté, le Troscart des marais, la Corrigiole des rives, la Laîche arrondie, l'Amarante blanche, l'Amaranthe à feuilles marginées, le Plantain des sables, etc. 

Des orchidées occupent également cette zone : l'Épipactis des marais (Epipactis palustris), l'Orchis à fleurs lâches (Orchis laxiflora), le Souchet brun (Cyperus fuscus), la Lentille d'eau sans racine (Wolffia arrhiza), la Patience maritime (Rumex maritimus), la Patience des marais (Rumex palustris) et la Belladone (Atropa belladonna), etc.
Du point de vue faunistique, est à relever la présence d'orthoptères dont notamment la Courtillière (Gryllotalpa gryllotalpa) et le Tétrix des vasières (Tetrix ceperoi) et de papillons dont certaines espèces très rares, voire protégées au niveau national (le Sphinx de l'épilobe (Proserpinus proserpina), Euxoa cursoria, Parastichtis suspecta, Apamea oblonga, Chorthodes extrema, Arenostola phragmitidis, Chilodes maritimus, etc.).
Enfin, la diversité offerte par ces milieux est favorable à la nidification de nombreux oiseaux tels que la Bouscarle de Cetti (Cettia cetti), le Loriot (Oriolus oriolus), l'Hirondelle de rivage (Riparia riparia), le Grèbe castagneux (Tachybaptus ruficollis), le Râle d'eau (Rallus aquaticus), le Vanneau huppé (Vanellus vanellus), le petit Gravelot (Charadrius dubius), le Martin-pêcheur (Alcedo atthis), le Rossignol philomèle (Luscinia megarhynchos), le Phragmite des joncs (Acrocephalus schoenobaenus), etc.

#### ZNIEFF de type 2
- ZNIEFF 230009161 – La basse vallée de la Risle et les vallées conséquentes de Pont-Audemer à la Seine[55].

#### Site classé
- Le domaine du château de Berville (partie sud-est)  Site classé (1944)[56].

#### Sites inscrits
- Le château et les bois du domaine de Berville  Site inscrit (1943)[57] ;
- La rive gauche de la Seine aux abords du pont de Tancarville  Site inscrit (1967)[58] ;
- La rive gauche de l'embouchure de la Seine  Site inscrit (1977)[59].

### Personnalités liées à la commune
- Jacques Rueff (1896-1978), haut fonctionnaire et économiste, président du Comité Rueff-Armand (1959-1960), avait une propriété à Berville.